# Club Natació Manresa
El Club Natació Manresa va ser un club de natació i waterpolo de la ciutat de Manresa.
Es fundà el 1933. La primera piscina del club de 25 m datava d'un any abans. El 1955 el club inaugurà la seva piscina coberta, que en el moment era la segona d'Espanya. La primera piscina olímpica de l'entitat data del 1970. A mitjans de 2013 el club va desaparèixer degut als deutes.

## Història
El club va ser fundat el 7 d'abril de 1933. Un any abans s'havia inaugurat la primera piscina pública a la ciutat. El 1955 es va inaugurar la seva nova piscina que era la segona piscina coberta de Catalunya, després de la del Club Natació Barcelona. En aquesta època, a més del waterpolo i la natació, el club comptava amb seccions de bàsquet, tennis, boxa, voleibol, hoquei sobre patins i lluita lliure.
La secció de waterpolo va ser la més destacada de l'entitat al llarg de la història. Tant l'equip masculí com el femení van jugar a la màxima categoria de la lliga espanyola durant diverses temporades. L'equip masculí va viure els millors anys entre finals dels setanta i principis dels vuitanta. Un grup de jugadors liderat per un jove Manel Estiarte, juntament amb el seu germà Albert Estiarte, Jordi Payà, Albert Canal i els germans Toni i Gaspar Ventura van aconseguir dos subcampionats de la Lliga espanyola, els anys 1977 i 1980, la qual cosa els va permetre disputar en dues ocasions la Recopa d'Europa.
El 1971 va inaugurar una nova piscina descoberta de 50 metres. A 2005 el club va assumir la concessió de les Piscines Municipals, una gestió que va acabar llastrant la seva economia. Després de 80 anys d'història, el 21 de maig de 2013 la junta directiva va acordar la dissolució de l'entitat, en no poder fer front al deute acumulat, superior al milió d'euros, principalment impostos municipals impagats. En el moment de la seva desaparició l'entitat comptava amb seccions de natació, natació sincronitzada, waterpolo i triatló. Per donar continuïtat a aquests equips oel 2013 un grup de socis de l'extint club van constituir una nova entitat, el Club Natació Minorisa.
L'any 2020, l'assemblea de socis del Club Natació Minorisa va aprovar la recuperació del nom històric de Club Natació Manresa, recuperació que es va fer efectiva la temporada 2020-2021.

## Esportistes destacats
- Alfons Carbajo (boxa, olímpic a 1960)
- Neus Panadell (natació, olímpica a Múnic 1972)
- Pere Balcells (natació, olímpic a Múnic 1972)
- Montserrat Majó (natació, olímpica a Montreal 1976)
- Rosa Estiarte (natació, olímpica a Montreal.1976)
- Manel Estiarte (waterpolo, olímpic de Moscou 1980 a Sydney 2000)
- Gaspar Ventura (waterpolo, olímpic a Moscou 1980)
- Jordi Payà (waterpolo, olímpic a Seül 1988, Atlanta 1996)
- Carles Sans (waterpolo, olímpic a Atlanta 1996)

## Seccions
- Natació
- Waterpolo
- Triatló